# Hannes Eiblmayr
Hannes Eiblmayr (* 20. Oktober 1905 in Vöcklabruck; † 8. September 1971 in Waldzell) war ein österreichischer Baumeister und Politiker (WdU).
Hannes Eiblmayr übernahm die von seinem Vater Johann 1905 gegründete  Baufirma und fungierte einige Zeit als Innungsmeister im Bezirk Vöcklabruck. Als junger Architekt wurde er unter anderem mit dem Projekt der Planung des Heimathauses Vöcklabruck beauftragt.
Vom 5. November 1949 bis zum 18. November 1955 war er Landtagsabgeordneter.
In Vöcklabruck wurde der Hannes-Eiblmayr-Weg nach ihm benannt.